# Североземельский заказник
Североземельский заказник — государственный природный заказник федерального значения в Красноярском крае.

## История
Заказник основан 3 апреля 1996 года с целью охраны и восстановления арктических природных комплексов, а также численности редких видов растений и животных.

## Расположение
Заказник располагается на архипелаге Северная земля в Таймырском районе Красноярского края. Североземельский заказник состоит из четырёх кластеров: «Остров Домашний», «Полуостров Парижской Коммуны», «Фьорд Матусевича», «Залив Ахматова». Площадь заказника составляет 421 701 га.

## Климат
В январе средняя температура — −28-30 °С, в июле — 0,8-1,6 °С. Среднегодовое количество осадков составляет 400—450 мм.

## Флора и фауна
На территории заказника произрастает более 85 видов сосудистых растений, 79 мхов и 46 лишайников. Среди них присутствуют краснокнижные виды, такие как крупка бородатая, крупка поле, кладония Томсона, сквамарина хрящеватая и амфидиум Мужо. В заказнике обитает 44 вида позвоночных животных, четыре из них занесены в красную книгу России: белый медведь, морж атлантический, морж лаптевский, нарвал.